# Tom Bean (Teksas)
Tom Bean je grad u američkoj saveznoj državi Teksas. Prema popisu stanovništva iz 2010. u njemu je živjelo 1.045 stanovnika.